# Robert de Lynden, baron de Froidcourt
Pour les articles homonymes, voir Lynden (homonymie).
Robert de Lynden, (circa 1535 - 16 septembre 1610) chevalier de l'ordre de Saint-Jacques, baron de Froidcourt, seigneur de Stoumont, etc. était un noble originaire du duché de Gueldre au service de l'Empire Espagnol et de la principauté de Liège. Il était le frère d'Herman de Lynden.

Après une longue expérience militaire en Méditerranée, il fut tour à tour capitaine et surintendant de Culemborg (1568-1574), de Düren, Maréchal de la cour et Général de l'Artillerie du prince-évêque de Liège, gouverneur de Charlemont et du marquisat de Franchimont.

## Guerres d'Italie
Dès un très jeune âge, il embrassa la carrière des armes au service de l'Empereur Charles Quint. De cette façon, il prit part à de nombreux épisodes des guerres d'Italie tels que les sièges de Thérouanne (1553) et Hesdin, la prise de Porto Ercole en juin 1555, et le siège d'Otranto (avril 1556).

## Guerres ottomanes en Méditerranée
À la suite de cette bataille, Andrea Doria lui confia le commandement d'une galère, qui fut coulée lors d'un accrochage avec le fameux corsaire ottoman Dragut, qui fit Robert de Lynden prisonnier.
En 1560 Robert de Lynden commandait une compagnie de trois cents soldats allemands durant la bataille de Djerba, à la suite de laquelle il fut blessé, fait prisonnier à nouveau et emmené à Constantinople.
Libéré à nouveau contre rançon, et de retour au service d'Andrea Doria, il fut parmi les armées sous les ordres de Garcia Alvarez de Tolède (1514-1577) qui se portèrent au secours de Malte assiégée par les armées de Soliman le Magnifique.

## Guerre de Quatre-Vingts Ans
En 1566, à la suite du décès de son père Thierry de Lynden, vicomte de Dormaele, Robert de Lynden revint dans son pays natal, où le Duc d'Albe le nomma gouverneur de Culemborg de 1568 à 1571, puis de Düren ensuite, où les habitants le capturèrent et le livrèrent à Guillaume Ier d'Orange-Nassau. Cette nouvelle rançon lui couta une part très importante de ses biens.

## Au service des princes-évêques deLiège
Le prince-évêque de Liège Gérard de Groesbeek le nomma gouverneur du marquisat de Franchimont. Le successeur de celui-ci, l'archevêque-Électeur de Cologne Ernest de Bavière nomma Robert de Lynden son grand Maitre d’Hôtel, et général de son artillerie à partir de la guerre de Cologne.
En 1588, il fut envoyé comme ambassadeur auprès de Philippe II d'Espagne, qui pour le remercier de ses services à l'Empire le nomma chevalier de l'ordre de Saint-Jacques et gouverneur de la ville et du château de Charlemont.
Il mourut le 16 septembre 1610 et fut enterré à Theux. Il était le frère d'Herman de Lynden.